# United States National Cemetery

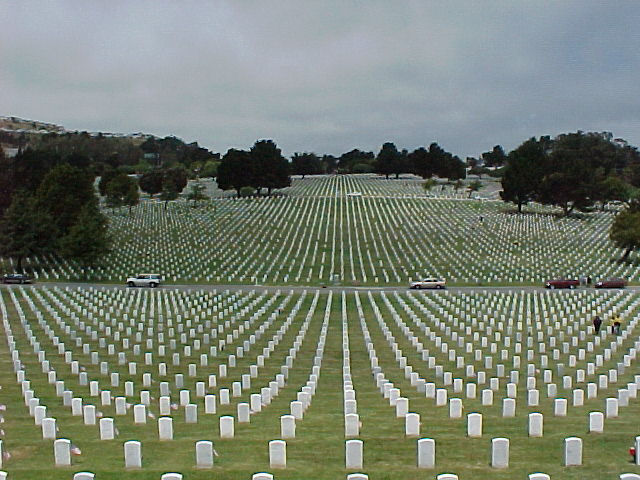
Golden Gate National Cemetery, Kalifornien

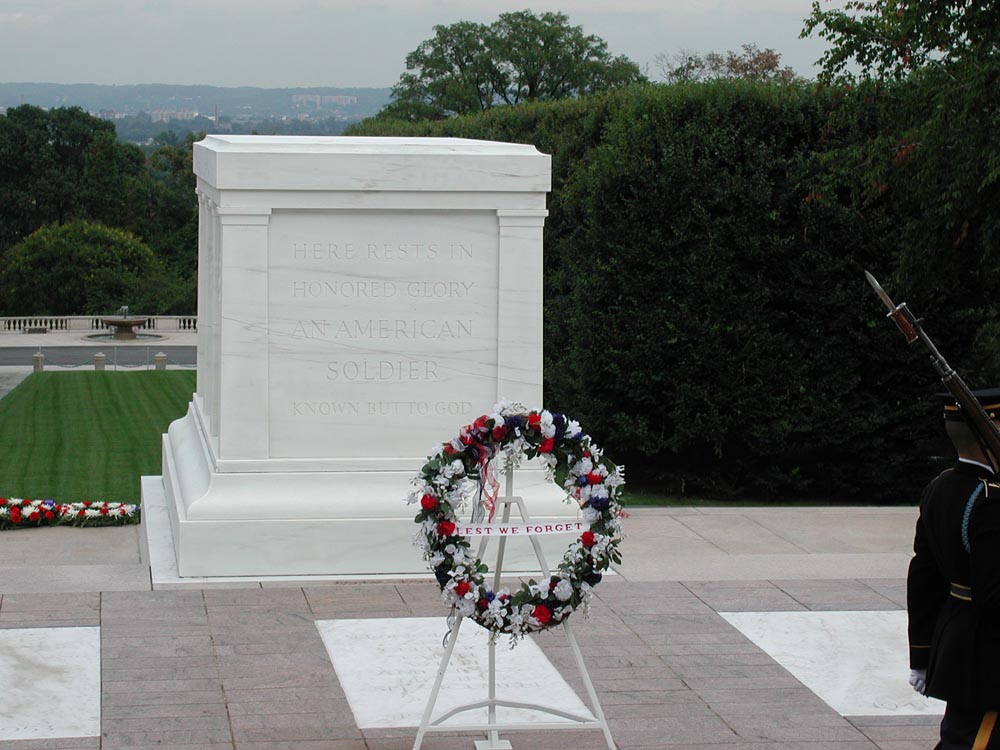
Arlington National Cemetery, Virginia

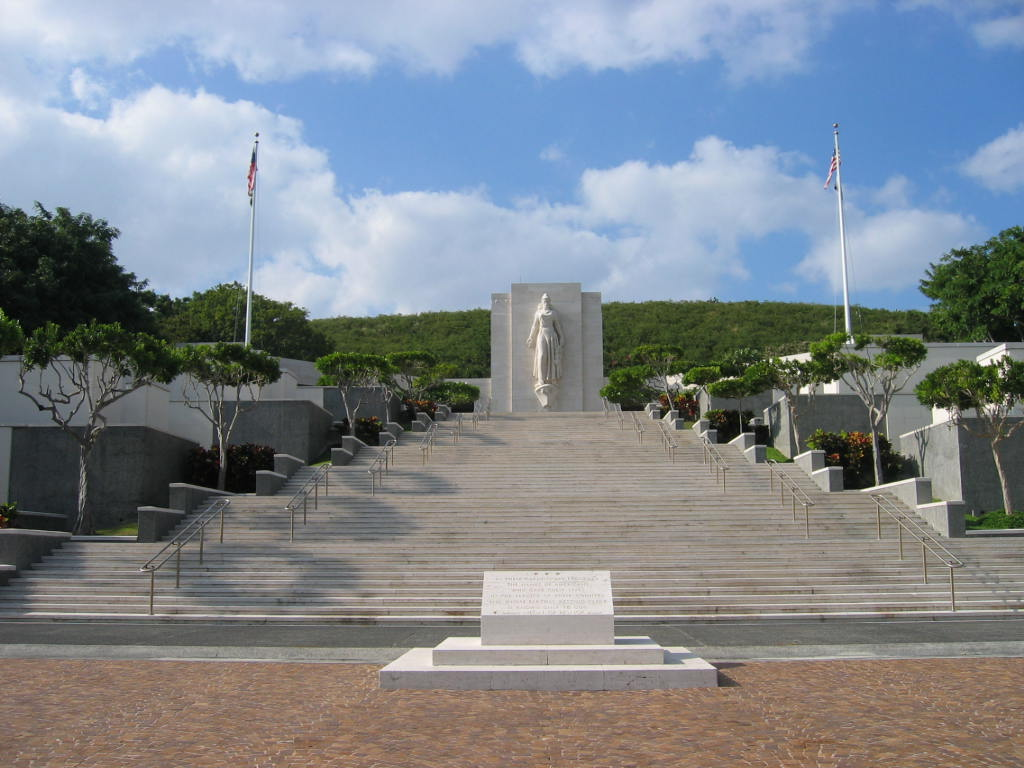
National Memorial Cemetery of the Pacific, Hawaii

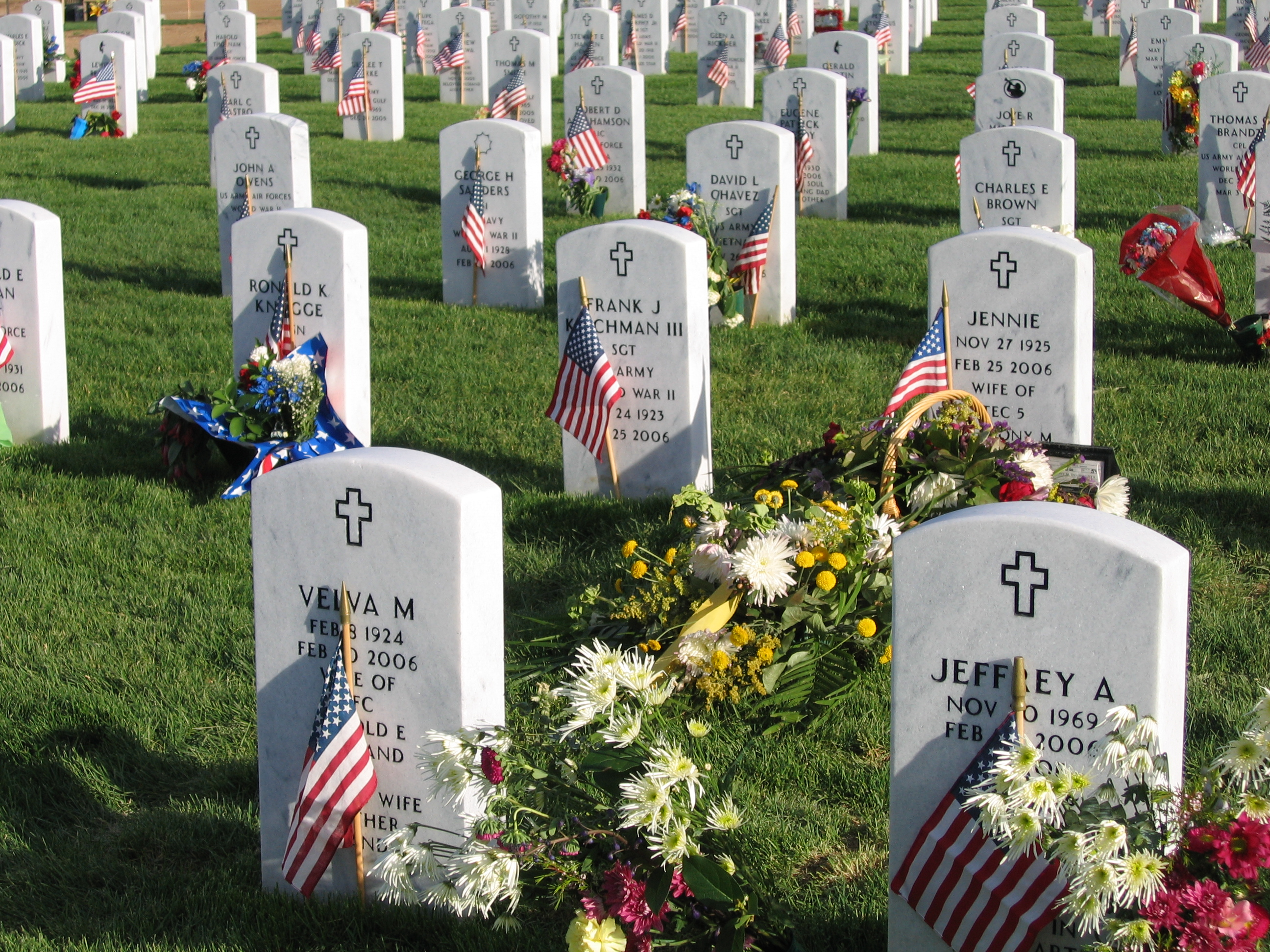
Gräber auf dem Fort Logan National Cemetery während des Memorial Day 2006

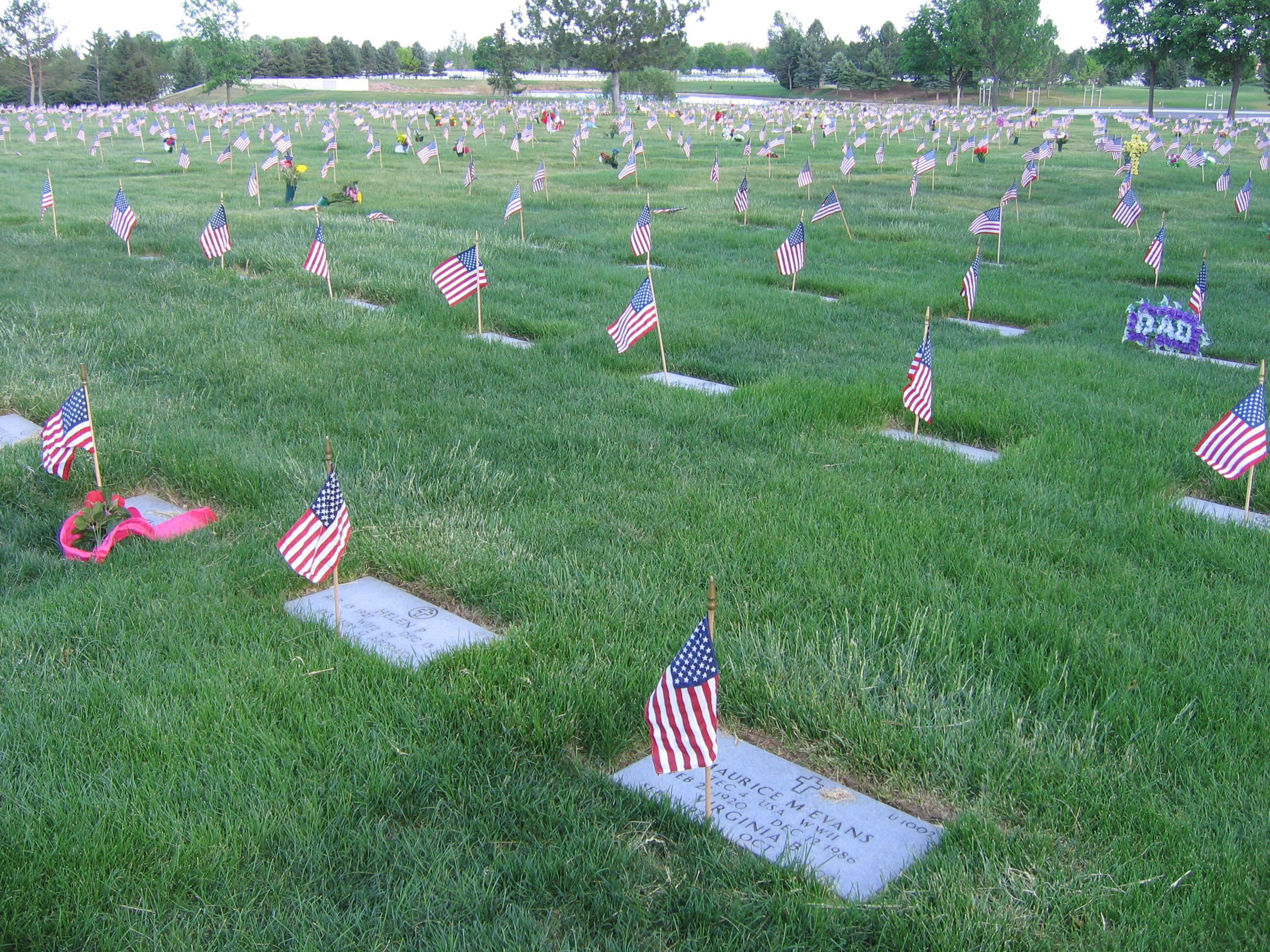
Flaggen am Fort Logan National Cemetery während des Memorial Day 2006.

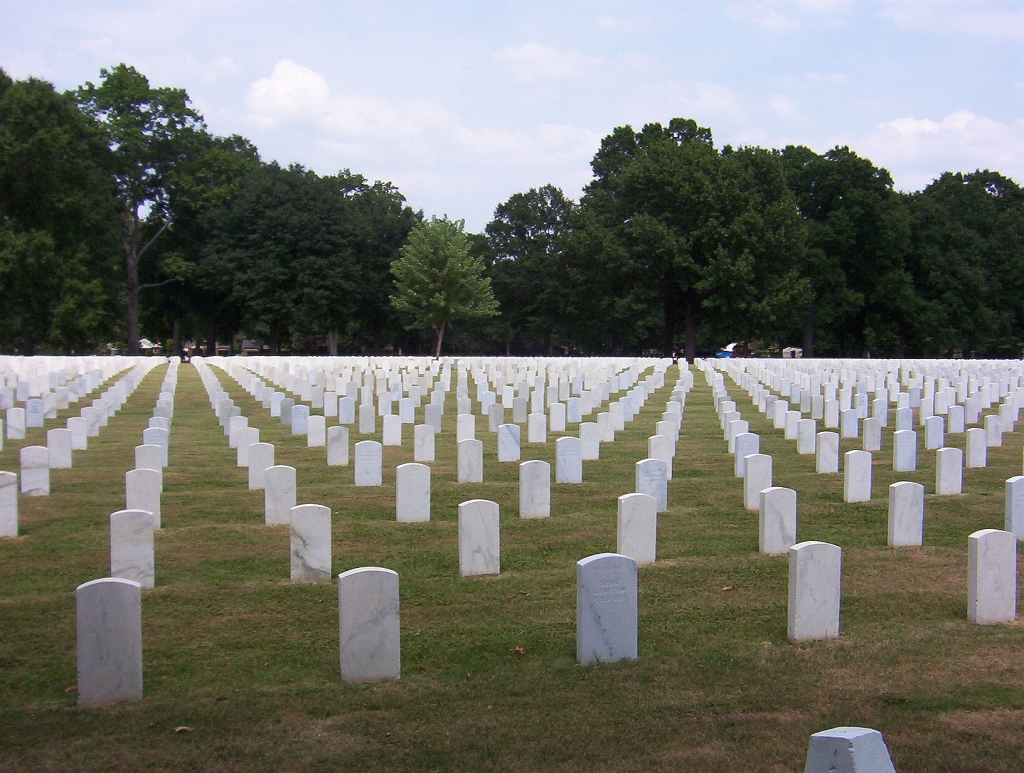
National Cemetery in Memphis, Tennessee

United States National Cemetery (Nationalfriedhof der Vereinigten Staaten) ist die Bezeichnung für 147 Friedhöfe von nationaler Bedeutung in den Vereinigten Staaten von Amerika.
National Cemeteries sind im Allgemeinen, jedoch nicht immer, Soldatenfriedhöfe. Sie enthalten die Gräber von US-Militärpersonal, Veteranen und ihrer Ehegatten und unverheirateten Kinder. Außer diesen gibt es spezielle State Veteran Cemeteries. Einige Nationalfriedhöfe, besonders der Nationalfriedhof Arlington (Arlington National Cemetery) südlich der Bundeshauptstadt Washington, D.C., beinhalten Gräber bedeutender ziviler Führungspersonen und anderer wichtiger Persönlichkeiten. Auf manchen sind die Soldaten der Konföderierten in eigenen Abteilungen bestattet.
Die National Cemetery Administration des United States Department of Veterans Affairs (VA) verwaltet und unterhält 131 der 147 Nationalfriedhöfe. Das Department of the Army unterhält zwei, den Nationalfriedhof Arlington und den United States Soldiers’ and Airmen’s Home National Cemetery. Der National Park Service (NPS) pflegt 14 Friedhöfe an historischen Orten sowie Schlachtfeldern.
Außerdem werden von der American Battle Monuments Commission 24 amerikanische Militärfriedhöfe in Übersee betreut. US-Soldatenfriedhöfe im Ausland sind beispielsweise der World War II Normandy American Cemetery and Memorial bei Colleville-sur-Mer in der Normandie, Frankreich (für die US-amerikanischen Soldaten, die während der Operation Overlord starben, am 8. Juni 1944 von der 1. US-Armee als erster US-amerikanischer Friedhof auf europäischem Grund angelegt) und der World War II Brittany American Cemetery and Memorial, welcher in der Nähe von Saint-James für die Gefallenen in der Bretagne entstand (Näheres zu beiden Anlagen siehe unter Gedenken an die Operation Overlord). Über 5000 gefallene US-amerikanische Soldaten sind in Luxemburg, etwa 2,5 km südwestlich des internationalen Flughafens Findel, im Luxembourg American Cemetery and Memorial bestattet.
Seit dem Zweiten Weltkrieg werden im Ausland gefallene US-Soldaten möglichst zurück in die USA überführt und, je nach Wunsch der Angehörigen, entweder in ihrem Heimatort oder auf einem der Nationalfriedhöfe beigesetzt.

## Liste der Nationalfriedhöfe
| Friedhof                                           | Stadt            | US-Staat       | Org. |
| -------------------------------------------------- | ---------------- | -------------- | ---- |
| Abraham Lincoln National Cemetery                  | Elwood           | Illinois       | VA   |
| Alexandria National Cemetery                       | Pineville        | Louisiana      | VA   |
| Alexandria National Cemetery                       | Alexandria       | Virginia       | VA   |
| Alton National Cemetery                            | Alton            | Illinois       | VA   |
| Andersonville National Cemetery                    | Andersonville    | Georgia        | NPS  |
| Andrew Johnson National Cemetery                   | Greeneville      | Tennessee      | NPS  |
| Annapolis National Cemetery                        | Annapolis        | Maryland       | VA   |
| Antietam National Cemetery                         | Sharpsburg       | Maryland       | NPS  |
| Arlington National Cemetery                        | Arlington        | Virginia       | Army |
| Bakersfield National Cemetery                      | Bakersfield      | Kalifornien    | VA   |
| Balls Bluff National Cemetery                      | Leesburg         | Virginia       | VA   |
| Baltimore National Cemetery                        | Baltimore        | Maryland       | VA   |
| Barrancas National Cemetery                        | Pensacola        | Florida        | VA   |
| Bath National Cemetery                             | Bath             | New York       | VA   |
| Baton Rouge National Cemetery                      | Baton Rouge      | Louisiana      | VA   |
| Battleground National Cemetery                     | Washington       | D.C.           | NPS  |
| Bay Pines National Cemetery                        | Bay Pines        | Florida        | VA   |
| Beaufort National Cemetery                         | Beaufort         | South Carolina | VA   |
| Beverly National Cemetery                          | Beverly          | New Jersey     | VA   |
| Biloxi National Cemetery                           | Biloxi           | Mississippi    | VA   |
| Black Hills National Cemetery                      | Sturgis          | South Dakota   | VA   |
| Calverton National Cemetery                        | Calverton        | New York       | VA   |
| Camp Butler National Cemetery                      | Springfield      | Illinois       | VA   |
| Cape Canaveral National Cemetery                   | Scottsmoor       | Florida        | VA   |
| Camp Nelson National Cemetery                      | Nicholasville    | Kentucky       | VA   |
| Cave Hill National Cemetery                        | Louisville       | Kentucky       | VA   |
| Chalmette National Cemetery                        | Chalmette        | Louisiana      | NPS  |
| Chattanooga National Cemetery                      | Chattanooga      | Tennessee      | VA   |
| City Point National Cemetery                       | Hopewell         | Virginia       | VA   |
| Cold Harbor National Cemetery                      | Mechanicsville   | Virginia       | VA   |
| Corinth National Cemetery                          | Corinth          | Mississippi    | VA   |
| Crown Hill National Cemetery                       | Indianapolis     | Indiana        | VA   |
| Culpeper National Cemetery                         | Culpeper         | Virginia       | VA   |
| Custer National Cemetery                           | Crow Agency      | Montana        | NPS  |
| Cypress Hills National Cemetery                    | Brooklyn         | New York       | VA   |
| Dallas-Fort Worth National Cemetery                | Dallas           | Texas          | VA   |
| Danville National Cemetery (Illinois)              | Danville         | Illinois       | VA   |
| Danville National Cemetery (Kentucky)              | Danville         | Kentucky       | VA   |
| Danville National Cemetery (Virginia)              | Danville         | Virginia       | VA   |
| Dayton National Cemetery                           | Dayton           | Ohio           | VA   |
| Eagle Point National Cemetery                      | Eagle Point      | Oregon         | VA   |
| Fayetteville National Cemetery                     | Fayetteville     | Arkansas       | VA   |
| Finn’s Point National Cemetery                     | Salem            | New Jersey     | VA   |
| Florence National Cemetery                         | Florence         | South Carolina | VA   |
| Florida National Cemetery                          | Bushnell         | Florida        | VA   |
| Fort Bayard National Cemetery                      | Bayard           | New Mexico     | VA   |
| Fort Bliss National Cemetery                       | Fort Bliss       | Texas          | VA   |
| Fort Custer National Cemetery                      | Augusta          | Michigan       | VA   |
| Fort Donelson National Cemetery                    | Dover            | Tennessee      | NPS  |
| Fort Gibson National Cemetery                      | Fort Gibson      | Oklahoma       | VA   |
| Fort Harrison National Cemetery                    | Richmond         | Virginia       | VA   |
| Fort Leavenworth National Cemetery                 | Fort Leavenworth | Kansas         | VA   |
| Fort Logan National Cemetery                       | Denver           | Colorado       | VA   |
| Fort Lyon National Cemetery                        | Las Animas       | Colorado       | VA   |
| Fort McPherson National Cemetery                   | Maxwell          | Nebraska       | VA   |
| Fort Meade National Cemetery                       | Sturgis          | South Dakota   | VA   |
| Fort Mitchell National Cemetery                    | Fort Mitchell    | Alabama        | VA   |
| Fort Richardson National Cemetery                  | Fort Richardson  | Alaska         | VA   |
| Fort Rosecrans National Cemetery                   | San Diego        | Kalifornien    | VA   |
| Fort Sam Houston National Cemetery                 | San Antonio      | Texas          | VA   |
| Fort Scott National Cemetery                       | Fort Scott       | Kansas         | VA   |
| Fort Sill National Cemetery                        | Elgin            | Oklahoma       | VA   |
| Fort Smith National Cemetery                       | Fort Smith       | Arkansas       | VA   |
| Fort Snelling National Cemetery                    | Minneapolis      | Minnesota      | VA   |
| Fredericksburg National Cemetery                   | Fredericksburg   | Virginia       | NPS  |
| Georgia National Cemetery                          | Cherokee County  | Georgia        | VA   |
| Gerald B. H. Solomon Saratoga National Cemetery    | Schuylerville    | New York       | VA   |
| Gettysburg National Cemetery                       | Gettysburg       | Pennsylvania   | NPS  |
| Glendale National Cemetery                         | Richmond         | Virginia       | VA   |
| Golden Gate National Cemetery                      | San Bruno        | Kalifornien    | VA   |
| Grafton National Cemetery                          | Grafton          | West Virginia  | VA   |
| Great Lakes National Cemetery                      | Holly            | Michigan       | VA   |
| Hampton National Cemetery                          | Hampton          | Virginia       | VA   |
| Hampton VA National Cemetery                       | Hampton          | Virginia       | VA   |
| Hot Springs National Cemetery                      | Hot Springs      | South Dakota   | VA   |
| Houston National Cemetery                          | Houston          | Texas          | VA   |
| Indiantown Gap National Cemetery                   | Annville         | Pennsylvania   | VA   |
| Jacksonville National Cemetery                     | Jacksonville     | Florida        | VA   |
| Jefferson Barracks National Cemetery               | St. Louis        | Missouri       | VA   |
| Jefferson City National Cemetery                   | Jefferson City   | Missouri       | VA   |
| Keokuk National Cemetery                           | Keokuk           | Iowa           | VA   |
| Kerrville National Cemetery                        | Kerrville        | Texas          | VA   |
| Knoxville National Cemetery                        | Knoxville        | Tennessee      | VA   |
| Leavenworth National Cemetery                      | Leavenworth      | Kansas         | VA   |
| Lebanon National Cemetery                          | Lebanon          | Kentucky       | VA   |
| Lexington National Cemetery                        | Lexington        | Kentucky       | VA   |
| Little Rock National Cemetery                      | Little Rock      | Arkansas       | VA   |
| Long Island National Cemetery                      | Farmingdale      | New York       | VA   |
| Los Angeles National Cemetery                      | Los Angeles      | Kalifornien    | VA   |
| Loudon Park National Cemetery                      | Baltimore        | Maryland       | VA   |
| Marietta National Cemetery                         | Marietta         | Georgia        | VA   |
| Marion National Cemetery                           | Marion           | Indiana        | VA   |
| Massachusetts National Cemetery                    | Bourne           | Massachusetts  | VA   |
| Memphis National Cemetery                          | Memphis          | Tennessee      | VA   |
| Mill Springs National Cemetery                     | Nancy            | Kentucky       | VA   |
| Miramar National Cemetery                          | Miramar          | Kalifornien    | VA   |
| Mobile National Cemetery                           | Mobile           | Alabama        | VA   |
| Mound City National Cemetery                       | Mound City       | Illinois       | VA   |
| Mountain Home National Cemetery                    | Mountain Home    | Tennessee      | VA   |
| Nashville National Cemetery                        | Madison          | Tennessee      | VA   |
| Natchez National Cemetery                          | Natchez          | Mississippi    | VA   |
| National Cemetery of the Alleghenies               | Cecil Township   | Pennsylvania   | VA   |
| National Memorial Cemetery of Arizona              | Phoenix          | Arizona        | VA   |
| National Memorial Cemetery of the Pacific          | Honolulu         | Hawaii         | VA   |
| New Albany National Cemetery                       | New Albany       | Indiana        | VA   |
| New Bern National Cemetery                         | New Bern         | North Carolina | VA   |
| Oakdale Cemetery Soldiers’ Lot                     | Davenport        | Iowa           | VA   |
| Ohio Western Reserve National Cemetery             | Rittman          | Ohio           | VA   |
| Omaha National Cemetery                            | Omaha            | Nebraska       | VA   |
| Philadelphia National Cemetery                     | Philadelphia     | Pennsylvania   | VA   |
| Poplar Grove National Cemetery                     | Petersburg       | Virginia       | NPS  |
| Port Hudson National Cemetery                      | Zachary          | Louisiana      | VA   |
| Prescott National Cemetery                         | Prescott         | Arizona        | VA   |
| Puerto Rico National Cemetery                      | Bayamón          | Puerto Rico    | VA   |
| Quantico National Cemetery                         | Triangle         | Virginia       | VA   |
| Quincy National Cemetery                           | Quincy           | Illinois       | VA   |
| Raleigh National Cemetery                          | Raleigh          | North Carolina | VA   |
| Richmond National Cemetery                         | Richmond         | Virginia       | VA   |
| Riverside National Cemetery                        | Riverside        | Kalifornien    | VA   |
| Rock Island National Cemetery                      | Rock Island      | Illinois       | VA   |
| Roseburg National Cemetery                         | Roseburg         | Oregon         | VA   |
| Sacramento Valley National Cemetery                | Dixon            | Kalifornien    | VA   |
| Salisbury National Cemetery                        | Salisbury        | North Carolina | VA   |
| San Antonio National Cemetery                      | San Antonio      | Texas          | VA   |
| San Francisco National Cemetery                    | San Francisco    | Kalifornien    | VA   |
| San Joaquin Valley National Cemetery               | Gustine          | Kalifornien    | VA   |
| Santa Fe National Cemetery                         | Santa Fe         | New Mexico     | VA   |
| Sarasota National Cemetery                         | Sarasota         | Florida        | VA   |
| Seven Pines National Cemetery                      | Sandston         | Virginia       | VA   |
| Shiloh National Cemetery                           | Shiloh           | Tennessee      | NPS  |
| Sitka National Cemetery                            | Sitka            | Alaska         | VA   |
| South Florida National Cemetery                    | Lake Worth       | Florida        | VA   |
| Springfield National Cemetery                      | Springfield      | Missouri       | VA   |
| St. Augustine National Cemetery                    | St. Augustine    | Florida        | VA   |
| Staunton National Cemetery                         | Staunton         | Virginia       | VA   |
| Stones River National Cemetery                     | Murfreesboro     | Tennessee      | NPS  |
| Tahoma National Cemetery                           | Kent             | Washington     | VA   |
| Tallahassee National Cemetery                      | Tallahassee      | Florida        | VA   |
| Togus National Cemetery                            | Chelsea          | Maine          | VA   |
| U.S. Soldiers’ and Airmen’s Home National Cemetery | Washington       | D.C.           | Army |
| Vicksburg National Cemetery                        | Vicksburg        | Mississippi    | NPS  |
| Washington Crossing National Cemetery              | Newtown          | Pennsylvania   | VA   |
| Western New York National Cemetery                 | Pembroke         | New York       | VA   |
| West Virginia National Cemetery                    | Grafton          | West Virginia  | VA   |
| Willamette National Cemetery                       | Portland         | Oregon         | VA   |
| Wilmington National Cemetery                       | Wilmington       | North Carolina | VA   |
| Winchester National Cemetery                       | Winchester       | Virginia       | VA   |
| Wood National Cemetery                             | Milwaukee        | Wisconsin      | VA   |
| Woodlawn National Cemetery                         | Elmira           | New York       | VA   |
| Yellowstone National Cemetery                      | Laurel           | Montana        | VA   |
| Yorktown National Cemetery                         | Yorktown         | Virginia       | NPS  |
| Zachary Taylor National Cemetery                   | Louisville       | Kentucky       | VA   |